# Hoven (Dakota del Sur)
Hoven es un pueblo ubicado en el condado de Potter en el estado estadounidense de Dakota del Sur. En el Censo de 2010 tenía una población de 406 habitantes y una densidad poblacional de 512,28 personas por km².

## Geografía
Hoven se encuentra ubicado en las coordenadas 45°14′30″N 99°46′39″O / 45.24167, -99.77750. Según la Oficina del Censo de los Estados Unidos, Hoven tiene una superficie total de 0.79 km², de la cual 0.79 km² corresponden a tierra firme y (0%) 0 km² es agua.

## Demografía
Según el censo de 2010, había 406 personas residiendo en Hoven. La densidad de población era de 512,28 hab./km². De los 406 habitantes, Hoven estaba compuesto por el 98.03% blancos, el 0% eran afroamericanos, el 0% eran amerindios, el 0.74% eran asiáticos, el 0.25% eran isleños del Pacífico, el 0% eran de otras razas y el 0.99% pertenecían a dos o más razas. Del total de la población el 0.74% eran hispanos o latinos de cualquier raza.